# Поток сознания

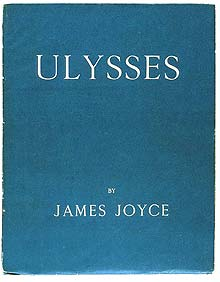
Обложка романа Джеймса Джойса «Улисс» (первое издание, 1922 г.), который считается первым примером использования техники потока сознания.

Пото́к созна́ния (англ. stream of consciousness, фр. courant de conscience) — художественный приём и тип повествования в литературе XX века, преимущественно модернистского направления, непосредственно воспроизводящий душевную жизнь персонажа посредством словесной регистрации разнородных проявлений психики (переживания, ассоциации, воспоминания и т. п.), которые чаще всего передаются вне всякой логической и причинно-следственной связи — по принципу звуковых, зрительных и прочих ассоциаций. Использование потока сознания часто сопровождается всевозможными нарушениями синтаксиса (используются эллипсисы, парцелляция) и даже полным отказом от пунктуации, например, в потоке сознания Молли Блум, героини романа Джеймса Джойса «Улисс» (1922 год).

## Содержание термина
В научный оборот термин «поток сознания» ввёл американский философ-идеалист Уильям Джеймс, переведя термин Марселя Пруста Courant de conscience и дав ему характеристику: сознание — это поток, река, в которой мысли, ощущения, воспоминания, внезапные ассоциации постоянно перебивают друг друга и причудливо, «нелогично» переплетаются («Научные основы психологии», 1890).
«Поток сознания» нередко называют крайней степенью «внутреннего монолога», но, например литературовед Н. Мельников считает, что это «не вполне корректно, ибо внутренний монолог при всем сходстве с потоком сознания — сочетание понятийно-логического мышления с образным и интуитивным, ассоциативные скачки, недосказанность мыслей, что подчёркивается внезапными паузами, оборванными или грамматически неоформленными фразами и прочим, — тем не менее, следует рассматривать как особый тип повествования. В нём более или менее упорядочен ход мыслей и переживаний персонажа, не так радикально размывается сюжетное действие, более строго выдерживается временная дистанция по отношению к событиям и допускается присутствие в тексте автора-повествователя». Авторы, различающие внутренний монолог и поток сознания, указывают на то, что последний нередко используется для передачи доречевого уровня психики: «„поток сознания“ используется при описании психической жизни на границе с сознательным мышлением и характеризуется такими приёмами, как ассоциация, многократное повторение слов или символов, очевидная несвязность, отказ от нормального синтаксиса и пунктуации для того, чтобы сымитировать свободный поток мыслительного процесса персонажа. „Внутренний монолог“ имеет отношение к воспроизведению мыслей, которые контролируются сознанием и на уровень ближе непосредственно к вербализации».
«Поток сознания» создаёт впечатление, что читатель как бы «подслушивает» свой опыт в сознании персонажей, что даёт ему прямой интимный доступ в их мысли. Включает в себя также представление в письменном тексте того, что не является ни чисто вербальным, ни чисто текстуальным. Автор же заинтересован в том, чтобы опубликовать воображаемую внутреннюю жизнь его вымышленных героев для ознакомления читателя, обычно невозможного в реальной жизни. При этом часто ощущения, переживания, ассоциации друг друга перебивают и переплетаются, подобно тому, как это происходит в сновидении, чем часто, по мысли автора, и является на самом деле наша жизнь — после пробуждения от сна мы всё-таки все ещё спим.
Способ передачи «потока сознания» по большей части состоит из различного типа предложений, описывающих эмоционально-психологическое состояние того или иного действующего лица, и косвенных рассуждений как особой манеры представления мыслей и взглядов вымышленного персонажа с его позиций путём комбинирования грамматических и прочих особенностей стиля его прямой речи с особенностями косвенных сообщений автора. Например, не прямо — «Она думала: „Завтра я здесь останусь“», и не косвенно: «Она думала, что она останется здесь на следующий день», а сочетанием — «Она бы осталась здесь завтра», что позволяет как бы стоящему вне событий и говорящему от третьего лица автору выразить точку зрения его героя от первого лица, иногда с добавлением иронии, комментария, и т. д.

## Поток сознания в литературе
Первые образцы потока сознания в художественной литературе содержатся в произведениях Льва Толстого: в «Войне и мире» (Т. 1, ч. 3, гл. 13), при описании полусонного состояния Николая Ростова накануне Аустерлицкого сражения («…Да, бишь, что я думал? — не забыть. Как с государем говорить буду? Нет, не то — это завтра. Да, да! На ташку, наступить… тупить нас — кого? Гусаров. А гусары в усы… По Тверской ехал этот гусар с усами, ещё я подумал о нём, против самого Гурьева дома… Старик Гурьев… Эх, славный малый Денисов! Да, всё это пустяки. Главное теперь — государь тут. Как он на меня смотрел, и хотелось ему что-то сказать, да он не смел… Нет, это я не смел. Да это пустяки, а главное — не забывать, что я нужное-то думал, да. На — ташку, нас — тупить, да, да, да. Это хорошо…»), а также в седьмой части романа «Анна Каренина», где с его помощью передаётся стрессовое состояние главной героини накануне самоубийства.

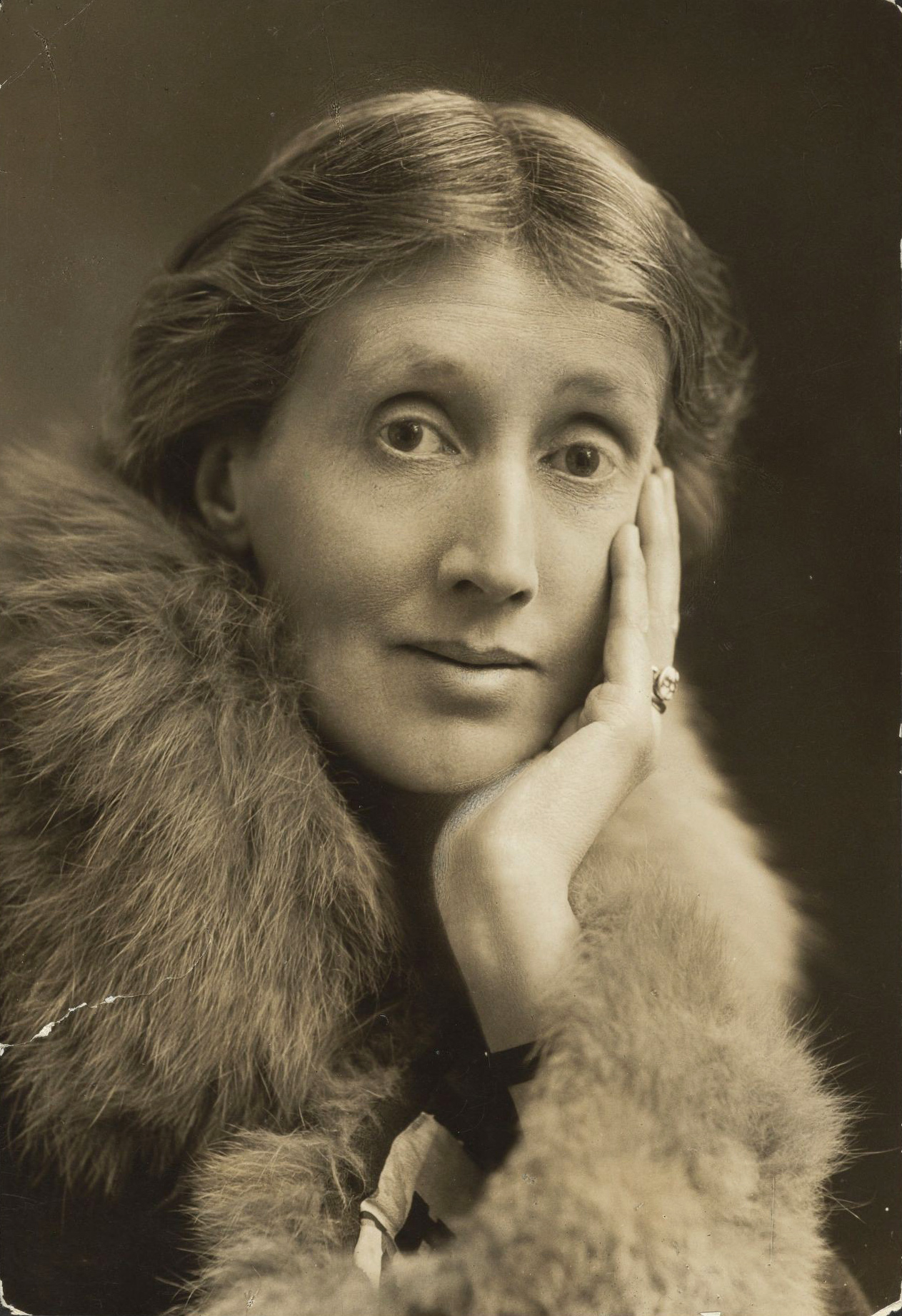
Вирджиния Вулф

Во второй половине XIX — начале XX веков в качестве способа повествования «поток сознания» с успехом использовали представители различных литературных направлений: например, Всеволод Гаршин (в рассказе «Четыре дня», 1877), Эдуар Дюжарден (в повести «Лавры срезаны», 1887), Артур Шницлер (в новелле «Лейтенант Густль», 1900), Алексей Ремизов (в романе «Часы», 1908) — в первой главе третьей части, где воспроизводится поток сознания главной героини, Христины Фёдоровны).
В классических произведениях «потока сознания» (романы В. Вулф, Дж. Джойса, У. Фолкнера) до предела обострено внимание к субъективному, потайному в психике человека; нарушение традиционной повествовательной структуры, смещение временных планов принимают характер формального эксперимента.
Центральное произведение «потока сознания» в литературе — «Улисс» (1922) Джойса, продемонстрировавшее одновременно вершину и исчерпанность возможностей метода «потока сознания»: исследование внутренней жизни человека сочетается в нём с размыванием границ характера, психологический анализ нередко превращается в самоцель. Против абсолютизации и безоглядного использования потока сознания как единственно возможного способа изображения действительности резко выступал Владимир Набоков. Уже в процессе подготовки лекционного курса по европейской литературе он писал своему приятелю Роману Гринбергу: «Теперь нахожу в „Улиссе“ досадные недостатки промеж гениальных мест — stream of concionsness [поток сознания] звучит условно и неубедительно (никто не ходит вспоминаючи с утра до ночи свою прошлую жизнь, кроме авторов)» (письмо от 11 ноября 1950 г.). В интервью 1959 г. Набоков обратил внимание на «ошибку», которую, по его мнению, допустил Джойс: «К концу „Улисса“, в „Поминках по Финнегану“ словесный поток, без знаков препинания, пытается соответствовать некоему внутреннему языку. Однако люди таким манером не думают. Словами — да, но также готовыми оборотами, клише. Ну и, само собой, образами; слово растворяется в образах, а затем образ выдаёт следующее слово». В опубликованной посмертно лекции Набокова об «Улиссе» звучат те же упрёки: «Приём потока сознания незаслуженно потрясает воображение читателей. Я хочу представить следующие соображения. Во-первых, этот приём не более „реалистичен“ и не более „научен“, чем любой другой. На самом деле, если бы вместо регистрации всех мыслей Молли описать лишь некоторые из них, то их выразительность показалась бы нам более реалистичной, более естественной. Дело в том, что поток сознания есть стилистическая условность, поскольку очевидно, мы не думаем лишь словами — мы думаем ещё и образами, но переход от слов к образам может быть зафиксирован непосредственно словами, только если отсутствует описание, как здесь. Во-вторых, некоторые из наших размышлений приходят и уходят, иные остаются; они, что ли оседают, неряшливые и вялые, и текущим мыслям и мыслишкам требуется некоторое время, чтобы обогнуть эти рифы. Недостаток письменного воспроизведения мыслей — в смазывании временного элемента и в слишком большой роли, отводимой типографскому знаку».
Приёмом «потока сознания» успешно пользовались не только писатели-модернисты, но и многие авторы второй половины XX века. Например, Уильям Голдинг (в романе «Воришка Мартин», 1956), Уильям Гэсс (в повести «Мальчишка Педерсенов», 1961), Владимир Богомолов (в романе «В августе сорок четвёртого», 1974), Саша Соколов (в романе «Школа для дураков», 1973, где речемыслительный процесс отчасти заменяет фабулу и сюжет: «Мама, мама, помоги мне, я сижу здесь, в кабинете Перилло, а он звонит туда, доктору Заузе. Я не хочу, поверь мне. Приходи сюда, я обещаю выполнять все твои поручения, я даю слово вытирать ноги у входа и мыть посуду, не отдавай меня. Лучше я снова начну ездить к маэстро. С наслаждением. Ты понимаешь, в эти немногие секунды я многое передумал, я осознал, что, в сущности, необыкновенно люблю всю музыку, особенно аккордеон три четверти. И-и-и, раз-два-три, раз-два-три, и-раз, и-два, и-три».
В самом недавнем времени этот литературный прием весьма успешно использовал писатель Борис Акунин (Григорий Чхартишвили) в повести «Знак Каина» из серии «История Российского государства» в повестях и романах. Повесть представляет собой поток сознания царя Ивана Четвертого.